# Булочка Челси
Булочка Че́лси (англ. Chelsea bun) — разновидность британской сладкой булочки с изюмом или коринкой, которую впервые испекли в XVIII веке в Chelsea Bun House в Челси. Это было излюбленное заведение королевских особ Ганноверской династии, привыкших к подобной выпечке своей родной кухни. Знаменитой булочной и магазину покровительствовали члены королевской семьи, такие как короли Георг II и Георг III.
Магазин был снесён в 1839 году.
Булочка сделана из сдобного дрожжевого теста, приправленного лимонной цедрой, корицей или смесью специй. Тесто раскатывают, намазывают смесью из коринки, коричневого сахара и сливочного масла, затем формируют рулет. Процесс изготовления этой булочки очень похож на процесс изготовления булочек с корицей. После выпечки булочки Челси традиционно глазируются сиропом (или холодной водой и сахаром) ещё горячими, вода испаряется и оставляет липкое сахарное покрытие. Булочки массового производства иногда покрывают глазурью.